# 3CG Records
3CG Records (3 Car Garage Records) är det amerikanska indie/pop/rockbandet Hansons independent-skivbolag som grundades av Isaac, Taylor och Zac Hanson år 2003. 3CG syftar på Hansons självproducerade skiva 3 Car Garage som kom ut innan hitsingeln MMMBop och byggnaden som Hanson använder som studio för att spela in sin musik. 
Hanson grundade 3CG Records efter att de hade sagt upp kontrakten med sitt gamla skivbolag Island Def Jam Records på grund av musikaliska skiljaktigheter.
Studioalbum som utkommit på 3CG Records: 
- Underneath Acoustic EP (2003)
- Underneath (2004)
- The Walk (2007)
- Stand Up, Stand Up EP (2009)
- Shout It Out (2010)
- Anthem (2013)